# Martins Licis
Martins Licis (28 de septiembre de 1990) es un atleta de fuerza profesional letón-estadounidense, notable por ser ganador de la competición de El hombre más fuerte del mundo 2019 y haber sido segundo lugar en el Arnold Strongman Classic.

## Primeros años
Licis nació en Riga, Letonia el 28 de septiembre de 1990. Tiene una doble ciudadanía entre Letonia y los Estados Unidos, habla letón con fluidez. Representa a los Estados Unidos en competiciones, se mudó allí con su familia cuando tenía cuatro años. Creció en Amherst, Massachusetts. Algunos veranos visitaba la granja de sus abuelos en Letonia, donde conoció el  levantamiento de piedras gracias a su abuelo, Imants Licis, un escultor quién anteriormente había competido en halterofilia en Juegos Olímpicos.
En 2010, Martins Licis se mudó a California junto con su amigo Mikel Monleon. Licis eventualmente encontró un trabajo como entrenador personal en Hollywood, y más tarde descubrió el All-American Strength Classic de Odd Haugen. A través de este, Haugen invitó Licis a entrenar en su gimnasio, pero le permitió competir en el Strenght Classic tres años más tarde, en 2015.

## Carrera
En 2015, Licis ganó el primer lugar en el All-American Strength Classic de Odd Haugen. En 2016, Licis llegó a la final de El hombre más fuerte del mundo, alcanzando el sexto lugar. En 2017 y 2018 consiguió el cuarto lugar en la misma competencia. Además de strongman, Licis también compite en mas-wrestling, un arte marcial de Yakutia, Rusia. Ganó oro en el Campeonato MAS Wrestling de 2016 dejando fuera al campeón anterior, Viktor Kolibabchuk. El primer triunfo de Licis llegó en 2017 en el Ultimate Strongman Summermania, ganó la competencia representando a Letonia.
En 2019, Licis obtuvo el segundo lugar durante el Arnold Strongman Classic, colocándose detrás de actual y dos veces campeón Hafþór Júlíus Björnsson. En junio de 2019, ganó por primera vez el título del Hombre más Fuerte de su primer Mundo, dejando fuera a Björnsson, quién consiguió el tercer después de lastimarse su pie izquierdo. Licis también le ganó Mateusz Kieliszkowski, quién obtuvo el segundo lugar, y al cuatro veces ganador de El hombre más fuerte del mundo, Brian Shaw, quién llegó al sexto lugar después de lastimarse un ligamento al competir junto a Licis en el Arnold Strongman Classic en marzo de ese mismo año.
El 18 de enero de 2020, Licis clasificó al Arnold Strongman  de Santa Mónica, venciendo a Brian Shaw por 1 punto. Esto le ganó un sitio para competir en el Arnold Strongman Classic en Columbus, Ohio. el 8 de marzo. En el Arnold Strongman Classic, Licis obtuvo el tercer lugar, detrás del ganador Björnsson y el segundo sitio de Kieliszkowski. 
En mayo de 2020, Licis apareció en Game On! Una competencia de fuerza en la que se superan obstáculos.
En agosto de 2020, Licis apareció en un episodio de To Tell The Truth con dos otras personas que decían ser el hombre más fuerte del mundo
Licis obtuvo el segundo lugar en la competencia de El hombre más fuerte del mundo en su edición 2022.